# Cistícola cara-roja
Cisticola erythrops és una espècie d'ocell de la família dels cisticòlids (Cisticolidae) que en diverses llengües rep el nom de "cistícola de cara roja" (Anglès: Red-faced Cisticola. Francès: Cisticole à face rousse).

## Hàbitat i distribució
Habita zones amb herba i sotabosc de gran part de l'Àfrica subsahariana, des del sud de Mauritània cap al sud, a través del Senegal i Gàmbia fins a Guinea, cap a l'est fins a Etiòpia, i des d'aquí cap al sud fins al nord-est de Sud-àfrica.

## Subespècies
- C. e. erythrops (Hartlaub, 1857). Des del sud de Mauritània, Senegal i Gàmbia, cap a l'est fins a la República Centreafricana, República del Congo i Gabon.
- C. e. niloticus (Madarász, 1914). Sudan.
- C. e. nyasa (Lynes, 1930). Des de la República Democràtica del Congo i el sud de Tanzània, cap al sud fins a l'est de Sud-àfrica.
- C. e. pyrrhomitra (Reichenow, 1916). Est de Sudan del Sud i Etiòpia.
- C. e. sylvia (Reichenow, 1904) és del nord-est de la República Democràtica del Congo i Sudan del Sud, fins a Kenya i centre de Tanzània.